# Gyöngyöshalász
Gyöngyöshalász è un comune dell'Ungheria di 2.633 abitanti (dati 2001). È situato nella contea di Heves.